# Équipe de Belgique de football en 1957
Maillots
Chronologie
Saison précédente Saison suivante
L'année démarre avec un troisième défaite sévère de rang pour l'équipe de Belgique de football en 1957.

## Résumé de la saison
Les Diables Rouges s'inclinent en effet lourdement à domicile face à la Roja (0-5) après avoir déjà, l'année précédente, hypothéqué leurs chances de qualifications à Paris face aux Bleus (6-3), dans une rencontre où Thadée Cisowski était véritablement déchaîné inscrivant un quintuplé (!), et  subi la dure loi de la Mannschaft (4-1) à Cologne, ce qui sonne le glas de la carrière d'André Vandeweyer à la tête de l'équipe belge dont les résultats pourtant encourageants lors des trois rencontres suivantes ne sauveront pas la tête.
Fin avril, la Belgique décroche un nul insipide (1-1) à Amsterdam face aux Oranje dans une partie où les lignes offensives des deux équipes manquèrent de caractère, d'effet de surprise, de créativité et de fantaisie.
Un mois plus tard, les Belges prennent leur revanche de la défaite de septembre 1955 et s'imposent  face à la Roumanie (1-0), grâce à un seul petit but inscrit en première mi-temps par l'inévitable Paul Van Den Berg, l'attaquant unioniste allait d'ailleurs finir meilleur artificier cette année-là avec sept réalisations.
Les Diables Rouges continuent ensuite leur parcours en éliminatoires pour la Coupe du monde en écrasant les amateurs islandais lors d'une double confrontation à l'occasion de laquelle ils n'empilent pas moins de treize (!) buts (8-3, 2-5), aux insulaires qui vivaient là leur première expérience en compétition officielle.
La pagaille était telle après le limogeage de Vandeweyer que c'est un membre du Comité de sélection, Louis Nicolay (en), qui dut prendre les rênes de la sélection lors du déplacement à Reykjavik car aucun successeur n'avait encore été désigné. On cita alors souvent Edmond Delfour, ancien international français et familier du championnat belge pour avoir évolué à La Gantoise, au Cercle de Bruges et à l'Union Saint-Gilloise; on parla même d'un retour de Gormlie mais c'est sur le Hongrois Géza Toldi que la fédération jeta finalement son dévolu. Celui-ci n'allait toutefois pas rester longtemps car il offrit sa démission six mois seulement après être entré en fonction.
Son souvenir le plus mémorable aura été un voyage à Ankara en décembre, non tellement parce que l'équipe belge réussit à y décrocher face à la Turquie un match nul (1-1) peu spectaculaire, toutefois probant compte tenu des circonstances du match, mais surtout parce que la délégation tout entière avait failli ne jamais arriver en vie après que l'avion qu'elle avait emprunté fût tout prêt lors de l'atterrissage de heurter une montagne, avant de se poser en catastrophe devant les ambulances et les pompiers rassemblés sur le tarmac.
Auparavant, sous sa direction déjà, les Belges avait définitivement raté leur qualification pour le Mondial en Suède en partageant face à la France (0-0), une partie à l'issue de laquelle le président Hermesse déclara : « Je préfère qu'on reste à la maison plutôt que de jouer aussi mal ».
Le 17 novembre, les Diables Rouges, qui n'ont plus réussi à s'imposer dans le derby des plats pays depuis fin 1954, sont sèchement battus (5-2) à Rotterdam par leurs voisins bataves, la première d'une série de raclées qui trouvera son apogée dans l'apocalyptique (9-1) du 4 octobre 1959, l'une des défaites les plus importantes de l'histoire de l'équipe belge.

## Les matchs
| Match amical                                                  | Belgique | 0 - 5   | Espagne                                           | Stade du Heysel Laeken, Belgique                  |                                                   |
| 31 mars 1957 · 15:00 heure locale · Historique des rencontres |          | (0 – 3) | Di Stéfano 26e 73e · Luisito 28e 76e · Mateos 30e | Spectateurs : 54 719 Arbitrage : Josef Gulde (hu) | Spectateurs : 54 719 Arbitrage : Josef Gulde (hu) |
| 31 mars 1957 · 15:00 heure locale · Historique des rencontres | Rapport  |         |                                                   | Spectateurs : 54 719 Arbitrage : Josef Gulde (hu) | Spectateurs : 54 719 Arbitrage : Josef Gulde (hu) |

| Match amical                                                   | Pays-Bas    | 1 - 1   | Belgique         | Stade olympique Amsterdam, Pays-Bas                |                                                    |
| 28 avril 1957 · 14:30 heure locale · Historique des rencontres | Carlier 53e | (0 – 1) | Van Den Berg 34e | Spectateurs : 60 000 Arbitrage : Alfred Grill (hu) | Spectateurs : 60 000 Arbitrage : Alfred Grill (hu) |
| 28 avril 1957 · 14:30 heure locale · Historique des rencontres | Rapport     |         |                  | Spectateurs : 60 000 Arbitrage : Alfred Grill (hu) | Spectateurs : 60 000 Arbitrage : Alfred Grill (hu) |

| Match amical                                                 | Belgique         | 1 - 0   | Roumanie | Stade du Heysel Laeken, Belgique               |                                                |
| 26 mai 1957 · 16:00 heure locale · Historique des rencontres | Van Den Berg 38e | (1 – 0) |          | Spectateurs : 23 452 Arbitrage : Alf Bond (en) | Spectateurs : 23 452 Arbitrage : Alf Bond (en) |
| 26 mai 1957 · 16:00 heure locale · Historique des rencontres | Rapport          |         |          | Spectateurs : 23 452 Arbitrage : Alf Bond (en) | Spectateurs : 23 452 Arbitrage : Alf Bond (en) |

| Coupe du monde 1958 Qualifications - Groupe 2                | Belgique                                                                              | 8 - 3   | Islande                                 | Stade du Heysel Laeken, Belgique                |                                                 |
| 5 juin 1957 · 18:30 heure locale · Historique des rencontres | Orlans 5e 58e · Piters 10e · Van Den Berg 13e · Mees 20e 26e · Coppens 42e 43e (pen.) | (7 – 1) | Þórðarson (en) 33e 78e · R. Jónsson 82e | Spectateurs : 6 792 Arbitrage : Adolphe Blitgen | Spectateurs : 6 792 Arbitrage : Adolphe Blitgen |
| 5 juin 1957 · 18:30 heure locale · Historique des rencontres | Rapport                                                                               |         |                                         | Spectateurs : 6 792 Arbitrage : Adolphe Blitgen | Spectateurs : 6 792 Arbitrage : Adolphe Blitgen |

Note : Première rencontre officielle entre les deux nations.
| Coupe du monde 1958 Qualifications - Groupe 2                     | Islande                             | 2 - 5   | Belgique                                              | Laugardalsvöllur Reykjavik, Islande          |                                              |
| 4 septembre 1957 · 18:30 heure locale · Historique des rencontres | R. Jónsson 1re · Þórðarson (en) 85e | (1 – 2) | Van Herpe 9e · Willems 40e · Van Den Berg 65e 81e 88e | Spectateurs : 7 000 Arbitrage : Bob Davidson | Spectateurs : 7 000 Arbitrage : Bob Davidson |
| 4 septembre 1957 · 18:30 heure locale · Historique des rencontres | Rapport                             |         |                                                       | Spectateurs : 7 000 Arbitrage : Bob Davidson | Spectateurs : 7 000 Arbitrage : Bob Davidson |

| Coupe du monde 1958 Qualifications - Groupe 2                    | Belgique | 0 - 0   | France | Stade du Heysel Laeken, Belgique           |                                            |
| 27 octobre 1957 · 15:00 heure locale · Historique des rencontres |          | (0 – 0) |        | Spectateurs : 56 497 Arbitrage : Leo Helge | Spectateurs : 56 497 Arbitrage : Leo Helge |
| 27 octobre 1957 · 15:00 heure locale · Historique des rencontres | Rapport  |         |        | Spectateurs : 56 497 Arbitrage : Leo Helge | Spectateurs : 56 497 Arbitrage : Leo Helge |

| Match amical                                                      | Pays-Bas                                                         | 5 - 2   | Belgique                    | Stade de Feyenoord Rotterdam, Pays-Bas         |                                                |
| 17 novembre 1957 · 14:30 heure locale · Historique des rencontres | van Wissen (nl) 28e · Kruiver 36e · Wilkes 42e 53e · Carlier 64e | (3 – 0) | Van Den Berg 80e · Houf 85e | Spectateurs : 63 000 Arbitrage : Bengt Lundell | Spectateurs : 63 000 Arbitrage : Bengt Lundell |
| 17 novembre 1957 · 14:30 heure locale · Historique des rencontres | Rapport                                                          |         |                             | Spectateurs : 63 000 Arbitrage : Bengt Lundell | Spectateurs : 63 000 Arbitrage : Bengt Lundell |

| Match amical                                                     | Turquie   | 1 - 1   | Belgique   | Stade du 19-Mai d'Ankara Ankara, Turquie             |                                                      |
| 8 décembre 1957 · 16:00 heure locale · Historique des rencontres | Bartu 13e | (1 – 0) | Jurion 46e | Spectateurs : 38 659 Arbitrage : Riccardo Pieri (it) | Spectateurs : 38 659 Arbitrage : Riccardo Pieri (it) |
| 8 décembre 1957 · 16:00 heure locale · Historique des rencontres | Rapport   |         |            | Spectateurs : 38 659 Arbitrage : Riccardo Pieri (it) | Spectateurs : 38 659 Arbitrage : Riccardo Pieri (it) |

Note : Première rencontre officielle entre les deux nations.

## Les joueurs
| Joueurs                 | Joueurs                   | Amical | Amical | Amical | QCM 1958 | QCM 1958 | QCM 1958 | Amical | Amical |
| ----------------------- | ------------------------- | ------ | ------ | ------ | -------- | -------- | -------- | ------ | ------ |
| Gardiens de but         |                           |        |        |        |          |          |          |        |        |
| Henri Meert             | RSC Anderlechtois         | 90     |        |        |          |          |          |        |        |
| André Vanderstappen     | Olympic Club de Charleroi | r      | 90     | 90     | r        | 90       | r        |        |        |
| Léopold Gernaey         | AS Ostende KM             |        | r      | r      | 90       |          |          |        |        |
| Willy Coremans          | Royal Antwerp FC          |        |        |        |          | r        |          |        |        |
| Louis Leysen            | K Berchem Sport           |        |        |        |          |          | 90       | 46e    |        |
| Théo Collette           | RCS Verviétois            |        |        |        |          |          |          | 46e    | 90     |
| Maurice Baeten          | K Lierse SK               |        |        |        |          |          |          |        | r      |
| Défenseurs              |                           |        |        |        |          |          |          |        |        |
| Henri Diricx            | Union Saint-Gilloise      | 90     | 90     | r      | r        | 90       | r        | r      | 90     |
| Theo Van Rooy           | Union Saint-Gilloise      | 90     | 90     | 90     | 90       |          |          |        |        |
| Léon Close              | Union Saint-Gilloise      | 90     | r      | r      | r        | r        |          |        |        |
| Jacques Culot           | RSC Anderlechtois         | r      | r      | 90     | 90       | r        |          |        |        |
| Jean Nelissen           | RCS Verviétois            |        | 90     | 90     | 90       |          | 90       | 90     |        |
| Marcel Dries            | K Berchem Sport           |        |        |        |          | 90       | 90       | 90     |        |
| Alphons Van Brandt      | K Lierse SK               |        |        |        |          |          | 90       | 90     | 90     |
| Louis Lambert           | Royal Antwerp FC          |        |        |        |          |          |          |        | r      |
| Milieux                 |                           |        |        |        |          |          |          |        |        |
| Victor Mees             | Royal Antwerp FC          | 90     | 90     | 90     | 90       | 90       | 90       | 90     | 90     |
| François Degelas        | RSC Anderlechtois         | 90     |        |        |          |          |          |        |        |
| Martin Lippens          | RSC Anderlechtois         | 90     |        |        |          |          |          |        | 90     |
| Richard Orlans          | ARA La Gantoise           | 90     | 90     | 90     | 90       |          | 90       | 90     | 42e    |
| Robert Van Kerkhoven    | Daring Club de Bruxelles  | r      |        |        |          |          |          |        |        |
| André Van Herpe         | ARA La Gantoise           |        | 90     | 90     | 90       | 90       | r        | r      |        |
| Jean Mathonet           | Standard de Liège         |        |        |        |          | 90       | 90       | 90     | 90     |
| Jef Jurion              | RSC Anderlechtois         |        |        |        |          | 90       |          |        | 90     |
| Joseph Givard           | Standard de Liège         |        |        |        |          |          | 90       |        |        |
| Michel Delire           | Olympic Club de Charleroi |        |        |        |          |          | 90       |        |        |
| Louis Carré             | RFC Liégeois              |        |        |        |          |          |          |        | 90     |
| Pierre Hanon            | RSC Anderlechtois         |        |        |        |          |          |          |        | r      |
| Attaquants              |                           |        |        |        |          |          |          |        |        |
| Paul van den Berg       | Union Saint-Gilloise      | 43e    | 90     | 90     | 90       | 90       | 90       | 90     |        |
| Gaston De Wael          | RSC Anderlechtois         | 90     | r      | r      | r        | r        | r        |        |        |
| Denis Houf              | Standard de Liège         | 90     | 90     | 90     | 90       | 90       |          | 90     |        |
| Hippolyte Van den Bosch | RSC Anderlechtois         | 43e    |        |        |          |          |          |        |        |
| André Piters            | Standard de Liège         |        | 90     | 90     | 90       | 90       | 90       | 90     | 90     |
| Rik Coppens             | R Beerschot AC            |        | 90     | 90     | 90       |          |          | 90     |        |
| Maurice Willems         | ARA La Gantoise           |        |        |        |          | 90       |          |        |        |
| Victor Wégria           | RFC Liégeois              |        |        |        |          |          |          |        | 42e    |
| Marcel Paeschen         | Standard de Liège         |        |        |        |          |          |          |        | 90     |

Un « r » indique un joueur qui était parmi les remplaçants mais qui n'est pas monté au jeu.
1. 1 2 3 4 5 6 7 8 9 10 11  Dernière sélection officielle pour le joueur.
2. 1 2 3 4 5 6 7 8 9 10 11 12  Première sélection officielle pour le joueur.
3. ↑  Premier but officiel pour le joueur.

## Sources